# Silvio Wille
Silvio Wille (* 16. Mai 1966) ist ein ehemaliger Liechtensteiner Skirennläufer.

## Biografie
Wille trat bei den Juniorenweltmeisterschaften 1982 und 1983 im Slalom an, schaffte es allerdings nicht unter die Besten 50. Bei den Olympischen Winterspielen 1988 in Calgary in allen fünf Disziplinen des alpinen Skisports an. Im Super-G konnte er mit Rang 28 sein bestes Resultat bei den Spielen erzielen.